# 2-й Автозаводский проезд
2-й А̀втозаво́дский прое́зд (название с 15 марта 1954 года, прежнее название Улица Швецова Слобода) — проезд в Южном административном округе города Москвы на территории Даниловского района. Находится между Автозаводской площадью и 1-м Кожуховским проездом. Нумерация домов ведётся от Автозаводской площади.

## Происхождение названия
Название дано в 1950 году по соседней Автозаводской улице.

## Здания и сооружения
По нечётной стороне:
По чётной стороне:
- Дом 4/5 — Московская Психотерапевтическая академия

## Транспорт
- Станции «Автозаводская» московского метрополитена и московского центрального кольца
- Автобус с835.